# Антонович Наталья Михайловна
Антонович Наталья Михайловна (белор. Антановіч Наталля Міхайлаўна) (род. 12 апреля 1984 года, Минск)– заведующий кафедрой белорусского и русского языкознания факультета начального образования Белорусского государственного педагогического университета имени Максима Танка, кандидат педагогических наук, доцент

## Биография
Антонович Наталья Михайловна родилась 12 апреля 1984 года в городе Минске. Окончила УО «Белорусский государственный педагогический университет имени Максима Танка» по специальности «Педагогика и методика начального обучения» с дополнительной специальностью «Белорусский язык и литература» (2006). В 2015 г. защитила кандидатскую диссертацию по специальности 13.00.02 «Теория и методика обучения и воспитания (белорусский язык)». 
Педагогический стаж работы – более 17 лет.
Работала воспитателем группы продленного дня в ГУО «Гимназия № 16 г. Минска» (2006–2007), учителем начальных классов в ГУО «Средняя школа № 27 г. Минска» (2007–2010). С 2010 года работает на кафедре белорусского и русского языкознания Белорусского государственного педагогического университета имени Максима Танка преподавателем (2010–2015), доцентом (2015–2023), с 1 сентября 2023 г. – заведующий кафедрой.

## Область научных интересов
Занимается исследованием актуальных вопросов методики преподавания белорусского и русского языков на I ступени общего среднего образования, связанных с формированием предметных, метапредметных и личностных компетенций у учащихся, разработкой современных электронных средств обучения белорусскому языку учащихся начальных классов.
Является автором более 120 публикаций, включая материалы научно-практических конференций, статьи, учебные и учебно-методические пособия для учащихся и учителей начальных классов, студентов высших учебных заведений, электронные тренажёры для учащихся начальных классов.
Читает лекции, ведет практические и лабораторные занятия по методике преподавания русского языка, литературного чтения, белорусского языка, методике обучения грамоте и каллиграфии. Руководит написанием курсовых и дипломных работ студентов, магистерских диссертационных исследований.

## Наиболее значимые учебные пособия
1. Антановіч, Н. М. Беларуская мова : вучэб. дапам. для 2-га кл. устаноў агул. сярэд. адукацыі з беларуск. мовай навучання : у 2 ч. / Н. М. Антановіч, Н. У. Антонава. – Мінск: НІА, 2022. – Ч. 1. – 144 с.
2. Антановіч, Н. М. Беларуская мова : вучэб. дапам. для 2-га кл. устаноў агул. сярэд. адукацыі з беларуск. мовай навучання : у 2 ч. / Н. М. Антановіч, Н. У. Антонава. – Мінск: НІА, 2022. – Ч. 2. – 144 с.
3. Антановіч, Н. М. Беларуская мова ў 2 класе : вучэб.-метад. дапам. для настаўнікаў устаноў адукацыі, якія рэалізуюць адукац. праграмы агул. сярэд. адукацыі, з беларус. мовай навучання і выхавання / Н. М. Антановіч, Н. У. Антонава. – Мінск : Акадэмія адукацыі, 2024. – 288 с.
4. Антановіч, Н. М. Беларуская мова. Навучанне грамаце: 1-шы клас : дыдактычныя і дыягнастычныя матэрыялы : дапам. для настаўнікаў устаноў агул. сярэд. адукацыі з беларус. мовай навучання / Н. М. Антановіч. – Мінск : Пачатковая школа. – 2018. – 63 с.
5. Антановіч, Н. М. Літаратурнае чытанне: 4-ты клас : дыдактычныя і дыягнастычныя матэрыялы : дапам. для настаўнікаў устаноў агул. сярэд. адукацыі з беларус. і рус. мовамі навучання / Н. М. Антановіч, Г. М. Федаровіч. – Мінск : Пачатковая школа. – 2018. – 95 с.
6. Антановіч, Н. М. Навучанне арфаграфіі ў пачатковых класах : вучэб.-метад. дапам. для настаўнікаў устаноў агул. сярэд. адукацыі з беларус. і рус. мовамі навучання / Н. М. Антановіч. – Мінск : Нац. ін-т адукацыі, 2015. – 206 с.
7. Методыка выкладання беларускай мовы і літаратурнага чытання ў пачатковых класах : вучэб. дапаможнік / Н. М. Антановіч [і інш.] ; пад рэд. М. Г. Яленскага. – Мінск : Выш. шк., 2019. – 263 с.